# Live at Kelvin Hall
Live at Kelvin Hall (anche intitolato The Live Kinks) è un album live del gruppo britannico The Kinks pubblicato nel 1967.

## Storia
I Kinks si esibirono due volte il 1 aprile 1967 nel teatro Scene '67 dentro la Kelvin Hall, la prima volta alle 18:30 e la seconda alle 21:30, con Sounds Incorporated e Fortunes come gruppi di supporto. L'intero concerto venne stato registrato con un sistema a 4 tracce dalla Pye Records. Il concerto dei Kinks fu il finale di un festival musicale per adolescenti di dieci giorni, sponsorizzato da una discoteca locale e dal Daily Record, un giornale di Glasgow.

## Tracce
1. Till The End Of The Day
2. A Well Respected Man
3. You're Looking Fine
4. Sunny Afternoon
5. Dandy
6. I'm On An Island
7. Come On Now
8. You Really Got Me
9. Medley
10. Milk Cow Blues
11. Batman Theme
12. Tired Of Waiting
13. Milk Cow Blues